# 竹鼻鉄道デ1形電車
竹鼻鉄道デ1形電車（たけはなてつどうデ1がたでんしゃ）は、竹鼻鉄道が新製した木造四輪単車。

## 概要
竹鼻鉄道が新笠松駅（仮駅）・竹鼻駅間の開業のために新製した車両である。1921年（大正10年）にデ1 - 4の4両が名古屋電車製作所で製造された。1943年（昭和18年）に竹鼻鉄道が名古屋鉄道に吸収合併される。本形式は車番・車種記号ともに変化はなく、引き続き竹鼻線で運用される。
戦後の車両供出により、1949年（昭和24年）に1・4の2両は野上電気鉄道へ、2・3の2両は熊本電気鉄道に譲渡された。

## その他
- 1942年（昭和17年）にデ1形を種車とし、改造名義で大型2軸ボギー車の新製が計画される。これにより従来のデ1形の形式名称は新製の大型2軸ボギー車に譲渡される予定であったが、1943年（昭和18年）に竹鼻鉄道が名古屋鉄道に吸収合併されたため、新製の大型2軸ボギー車の完成は名古屋鉄道になってからとなり、大型2軸ボギー車の形式はモ770形となる。